# District d'Enying
Le district d'Enying (en hongrois : Enyingi járás) est un des 8 districts du comitat de Fejér en Hongrie. Créé en 2013, il comptait 20 075 habitants en 2016 et rassemble 9 localités : 8  communes et une seule ville, Enying, son chef-lieu.
Le district de Polgárdi  ayant été supprimé le 1er janvier 2015, plusieurs de ses municipalités ont été rattachées au district d'Enying, les autres au district de Székesfehérvár.

## Localités
- Dég
- Enying
- Kisláng
- Lajoskomárom
- Lepsény
- Mátyásdomb
- Mezőkomárom
- Mezőszentgyörgy
- Szabadhídvég